# Università del Kentucky
L'Università del Kentucky (o UK) è un'università statunitense pubblica, coeducativa e multidisciplinare con sede a Lexington.
Fondata nel 1865 da John Bowman come Agricultural and Mechanical College of Kentucky, è il più grande istituto universitario dello Stato per numero di studenti pre-laurea (27.209); nell'agosto 2008 Forbes classificò quella del Kentucky la 468ª (su 569) miglior università d'America.
Nell'istituto trovano posto 16 facoltà, una scuola di specializzazione, 93 corsi pre-laurea, 99 Master, 66 corsi di dottorato e quattro corsi professionali, nonché quindici biblioteche, la più grande delle quali, facente parte del sistema bibliotecario federale, ospita testi di economia, scienze sociali e naturali, filosofia e lettere.